# Julia Tuñón Pablos
Julia Tuñón Pablos (n. Monterrey, Nuevo León, México, 1948) es una historiadora, escritora, investigadora y académica mexicana que escribió el primer relato histórico sobre la contribución femenina a la construcción de la nación en 1987; las obras literarias anteriores habían dejado a las mujeres fuera de la narrativa. Entre otros reconocimientos recibió el Premio de ensayo literario Susana San Juan que otorga el Instituto Nacional de Bellas Artes en 1998 y fue galardonada por su trayectoria académica con la Medalla Emilio García Riera de la Universidad de Guadalajara en 2004.

Preguntarnos por la participación femenina en la historia de México implica la conciencia de múltiples desconocimientos.
- Julia Tuñón Pablos

## Biografía
Julia Tuñón nació en 1948 en Monterrey, Nuevo León, México. Cursó sus estudios básicos y medios en el Instituto Luis Vives en la Ciudad de México y terminó la Licenciatura en Historia en la Facultad de Filosofía y Letras de la Universidad Nacional Autónoma de México (UNAM) en 1969. Realizó la maestría en Historia de México de 1975 a 1977 y el doctorado en Historia de 1985 a 1987, también en la UNAM. Por su excelencia académica fue galardonada con la Medalla Gabino Barreda en dos ocasiones en 1983 y 2000. En 1989 se incorporó el Sistema Nacional de Investigadores.
Tuñon es investigadora de tiempo completo para la Dirección de Estudios Históricos del Instituto Nacional de Antropología e Historia (INAH) a partir de 1982; también impartió clases como profesora visitante en El Colegio de México, la Universidad Autónoma Metropolitana, la Universidad Nacional Autónoma de México y la Universidad de Guadalajara. Fue nombrada profesora en la Universidad de Paris 8 para el periodo académico de 2011, donde impartió la cátedra de literatura de las lenguas romances incluyendo italiano, portugués y español. Comenzó a colaborar con Enrique Florescano para la serie Historia Ilustrada de México en febrero de 2015 y en marzo de ese mismo año se retiró del INAH.
Su trabajo se ha centrado predominantemente en las mujeres y los problemas que enfrentan; ha explorado la dicotomía entre la imagen idealizada de la mujer en la cultura popular y la realidad de las mujeres. La revista Lingua Franca afirma que el tratamiento analítico de Tuñón es «elegante» y que su libro, Mujeres de luz y sombra en el cine mexicano: La construcción de una imagen, 1939-1952, es una de las mejores historias que se han escrito en México. En particular examina temas como la culpa, el papel de la moral cristiana, la pobreza y las relaciones de género y poder.

## Premios y reconocimientos
Tuñon Pablos recibió la Medalla Gabino Barreda de la Universidad Nacional Autónoma de México en 1983 y 2000 por su excelencia académica, también ganó el Premio de ensayo literario Susana San Juan que otorga el Instituto Nacional de Bellas Artes en 1998; y por su trayectoria académica fue galardonada con la Medalla Emilio García Riera de la Universidad de Guadalajara en 2004.

## Principales obras
- Historia de un sueño: el Hollywood tapatío (1986)
- Mujeres en México: una historia olvidada (1987)
- Entrevista con Emilio «El Indio» Fernández (1988)
- El siglo XIX (1821-1880) (1991)
- Mujeres en México: recordando una historia (1998)
- Mujeres de luz y sombra en el cine mexicano: la construcción de una imagen - 1939-1952 (1998)
- Los rostros de un mito: personajes femeninos en el cine de Emilio Fernández (1998)
- Women in Mexico: A Past Unveiled (1999) —en inglés—
- Los rostros de un mito: personajes femeninos en las películas de Emilio «Indio» Fernández (2000)
- Cuerpo y espíritu. Médicos en celuloide (2005)
- Enjaular los cuerpos: normativas decimonónicas y feminidad en México (2008)